# Julián Ugarte
Julián Ugarte Landa (* 6. Juni 1929 in Sestao; † 27. Dezember 1987 in Bilbao) war ein spanischer Schauspieler.
Ugarte kam zu Studienzwecken nach Madrid; er interessierte sich für Malerei, Bildhauerei, Töpferei und Ballett. Seine erste Rolle als Filmschauspieler erhielt er 1953 in Fernando Fernán Gómez’ El presidio. Seine schlaksige, bleiche Erscheinung prädestinierte ihn für Rollen als Bösewicht oder lichtscheue Typen, die er in über 30 Filmen darstellte. 1957 war er beispielsweise in Stanley Kramers Abenteuerfilm Stolz und Leidenschaft (The Pride and the Passion) an der Seite von Cary Grant, Frank Sinatra und Sophia Loren zu sehen. Daneben arbeitete er jedoch zeit seines Lebens als Maler. 

## Filmografie (Auswahl)
- 1954: El presidio
- 1957: Horas de pánico
- 1957: Stolz und Leidenschaft (The Pride and the Passion)
- 1959: Muerte al amanecer
- 1966: Gli amori di Angelica
- 1968: Die Vampire des Dr. Dracula (La marca del hombre lobo)
- 1969: Malenka
- 1970: Aoom
- 1970: Metamorfosis
- 1972: Die Farben der Nacht (Tutti i colori del buio)
- 1973: Tarot
- 1973: Der Mann aus El Paso (Un hombre llamado Noon)
- 1974: In meiner Wut wieg’ ich vier Zentner (El kárate, el colt y el impostor)
- 1974: Teuflische Mission (La noche de la furia)
- 1975: Death-Games – Herz-As des Todes (Juego sucio en Panama)
- 1981: La venganza del Lobo Negro
- 1981: Panik im Casino (Asalto al casino)